# Erich Bey
Erich Bey (23 de março de 1898 - 26 de dezembro de 1943) foi um oficial alemão que serviu durante a Segunda Guerra Mundial. Foi condecorado com a Cruz de Cavaleiro da Cruz de Ferro.

## Condecorações
| Cruz de Ferro 2ª Classe                              |
| Cruz de Ferro 1ª Classe                              |
| Cruz de Cavaleiro da Cruz de Ferro 5 de maio de 1940 |